# 503省道 (福建省)
503省道，又称联十五线、东山环岛路，位于中国福建省的东山岛上，是福建省的联络线省道之一。
503省道路线的起点在东山县杏陈镇，途经铜陵镇和康美镇，终于东山陈城镇。